# Cyndie Allemann
Cyndie Allemann (Moutier, Berna, 4 de abril de 1986) é uma piloto profissional de automóveis da Suíça. Ela é filha do ex-piloto suíço, campeão de kart, Kurt Allemann e irmã do também piloto Ken Allemann.

## Carreira
Após iniciar sua carreira no kart, Cyndie passou a correr com carros em 2004 na Fórmula Renault Suíça e terminou o campeonato em 6º lugar. No ano seguinte ela disputou o campeonato de Fórmula Renault Alemã e terminou a temporada na 12ª posição. Em 2006 disputou a temporada  de Fórmula 3 Alemã completando em 9º lugar e marcando a pole position no Circuito de Lausitz. Já no ano seguinte, ela correu na Formula 3 Euro Series correndo pelo time inglês Manor Motorsport. Durante a temporada inteira ela não marcou nenhum ponto.
Em 2008, Cyndie assinou contrato para disputar a Indy Lights Series pela equipe American Spirit Racing.
Em 2010 ela foi companheira de equipe de Natacha Gachnang e correu pelo time suíço Matech na Ford GT. Disputou o campeonato mundial de FIA GT1 e as 24 Horas de Le Mans de 2010.